# Pengemarkedsfond
En pengemarkedsfond (engelsk: money market fund) er en fond, f.eks. en investeringsforening, der investerer i kortfristede obligationer med høj kreditværdighed. Det vil typisk være statsobligationer, men kan i Danmark også være kortfristede realkreditobligationer. De værdipapirer, der investeres i, har dermed en meget lav risiko. Da de samtidig er meget likvide, er de løbende investeringsomkostninger også beskedne. Pengemarkedsfonde er dermed en relativt tæt substitut (et nærliggende alternativ) til at have større indeståender placeret på opsparingskonti i en bank.
Pengemarkedsfonde er almindelige i USA og mange andre lande, men har traditionelt ikke været tilgængelige i Danmark for almindelige investorer. I USA benytter de amerikanske husholdninger i høj grad pengemarkedsfonde, hvis de har større likvide midler til rådighed, i stedet for bankerne.

## Danmark
I februar 2024 blev den første pengemarkedsfondslignende investeringsforening i Danmark godkendt af Finanstilsynet. Det var obligationsfonden Fairrente, der med renteniveauet på daværende tidspunkt forventede et afkast hos kunderne efter omkostninger på ca. 3,5 % om året. Rent juridisk var Fairrente dog ikke en pengemarkedsfond, idet denne titel kræver, at fonden spreder sine investeringer på mindst 20 forskellige udstedere, hvilket er meget vanskeligt på de danske finansielle markeder.
Forbrugerrådet TÆNK hilste den nye placeringsmulighed velkommen som et nyttigt tiltag til at få mere konkurrence på markedet for indlån hos bankerne. I USA har større markedsandele for pengemarkedsfonde netop medført, at bankerne er blevet udsat for stærkere konkurrence: Mange bankkunder har flyttet deres indlån til pengemarkedsfonde for at opnå et bedre afkast.
Professor Jesper Rangvid fra Copenhagen Business School (CBS) udtalte i juli 2024, at det ville være en fordel for de danske husholdninger, hvis pengemarkedsfonde blev mere bredt tilgængelige i Danmark, idet det ville sikre dem en bedre forrentning af deres kontante beholdninger.